# Sedari
Sedari is een bestuurslaag in het regentschap Karawang van de provincie West-Java, Indonesië. Sedari telt 4203 inwoners (volkstelling 2010).